# Алгебра над кольцом
Алгебра над кольцом — алгебраическая система, которая является одновременно модулем над этим кольцом и кольцом сама по себе, причём эти две структуры взаимосвязаны. Понятие алгебры над кольцом является обобщением понятия алгебры над полем, аналогично тому как понятие модуля обобщает понятие векторного пространства.

## Определения
Пусть {\displaystyle K} — произвольное коммутативное кольцо с единицей. Модуль {\displaystyle A} над кольцом {\displaystyle K}, в котором для заданного билинейного отображения (билинейного не над полем, а над кольцом {\displaystyle K}) {\displaystyle f\colon A\times A\rightarrow A} определено произведение согласно равенству {\displaystyle ab=f(a,b)}, называется алгеброй над {\displaystyle K} или {\displaystyle K}-алгеброй.
Согласно определению, для всех {\displaystyle k,\;l\in K} и {\displaystyle a,\;b,\;c\in A} справедливы соотношения:
1. {\displaystyle a(b+c)=ab+ac}
2. {\displaystyle (a+b)c=ac+bc}
3. {\displaystyle (k+l)a=ka+la}
4. {\displaystyle k(a+b)=ka+kb}
5. {\displaystyle k(la)=(kl)a}
6. {\displaystyle k(ab)=(ka)b=a(kb)}
7. {\displaystyle 1a=a}, где {\displaystyle 1} — единица кольца {\displaystyle K}

Относительно операций сложения и умножения алгебра является кольцом.
Для {\displaystyle a}, {\displaystyle b\in A} коммутатор определён равенством {\displaystyle [a,b]=ab-ba}. {\displaystyle K}-алгебра называется коммутативной, если {\displaystyle [a,b]=0}.
Для {\displaystyle a,b,c\in A} ассоциатор определён равенством {\displaystyle (a,b,c)=(ab)c-a(bc)}. {\displaystyle K}-алгебра называется ассоциативной, если {\displaystyle (a,b,c)=0}.
Если существует элемент {\displaystyle e\in A} такой, что {\displaystyle ea=ae=a} для всех {\displaystyle a\in A}, то {\displaystyle e} называется единицей алгебры {\displaystyle A}, а сама алгебра называется алгеброй с единицей.
Иногда алгебра определяется и над некоммутативными кольцами, в этом случае вместо условия {\displaystyle k(ab)=(ka)b=a(kb)} требуют более слабое: {\displaystyle k(ab)=(ka)b}.
Любое кольцо можно считать алгеброй над кольцом целых чисел, если понимать произведение {\displaystyle na} (где {\displaystyle n} — целое число) обычно, то есть как сумму {\displaystyle n} копий {\displaystyle a}. Поэтому, кольца можно рассматривать как частный случай алгебр.
Если вместо билинейного отображения {\displaystyle f} выбрать полилинейное отображение {\displaystyle g:A^{n}\rightarrow A}
и определить произведение согласно правилу: {\displaystyle a_{1}\dots a_{n}=g(a_{1},\dots ,a_{n})}, то полученная алгебраическая структура называется {\displaystyle n}-алгеброй.

## Свободная алгебра
Если алгебра {\displaystyle A} над коммутативным кольцом {\displaystyle K} является свободным модулем, то она называется свободной алгеброй и имеет базис над кольцом {\displaystyle K}. Если алгебра {\displaystyle A} имеет конечный базис, то алгебра {\displaystyle A} называется конечномерной.
Если {\displaystyle K} является полем, то, по определению, {\displaystyle K}-алгебра является векторным пространством над {\displaystyle K}, а значит, имеет базис.
Базис конечномерной алгебры обычно обозначают {\displaystyle e_{1},\dots ,e_{n}}.
Если алгебра имеет единицу {\displaystyle e}, то обычно единицу включают в состав базиса и полагают {\displaystyle e_{0}=e}.
Если алгебра имеет конечный базис, то произведение в алгебре легко восстановить на основании таблиц умножения:
{\displaystyle e_{i}e_{j}=C_{ij}^{k}e_{k}}.
А именно, если {\displaystyle a=a^{k}e_{k}}, {\displaystyle b=b^{k}e_{k}}, то произведение можно представить в виде:
{\displaystyle ab=C_{ij}^{k}a^{i}b^{j}e_{k}}.
Величины {\displaystyle C_{ij}^{k}\in K} называются структурными константами алгебры {\displaystyle A}.
Если алгебра коммутативна, то:
{\displaystyle C_{ij}^{k}=C_{ji}^{k}}.
Если алгебра ассоциативна, то:
{\displaystyle C_{ij}^{k}C_{ml}^{j}=C_{im}^{j}C_{jl}^{k}}.

## Свойства
Из алгебры многочленов (от достаточно большого числа переменных) над полем {\displaystyle K} в качестве гомоморфного образа можно получить любую ассоциативно-коммутативную алгебру над {\displaystyle K}.

## Отображение алгебры
Возможно рассматривать алгебру {\displaystyle A} над коммутативным кольцом {\displaystyle K} как модуль {\displaystyle A} над коммутативным кольцом {\displaystyle K}.
Отображение {\displaystyle f:A\rightarrow B} алгебры {\displaystyle A} над коммутативным кольцом {\displaystyle K} в алгебру {\displaystyle B} над кольцом {\displaystyle K} называется линейным, если:
{\displaystyle f(a+b)=f(a)+f(b)},
{\displaystyle f(ka)=kf(a)}.
для любых {\displaystyle a}, {\displaystyle b\in A}, {\displaystyle k\in K}. Множество линейных отображений алгебры {\displaystyle A} в алгебру {\displaystyle B} обозначается символом {\displaystyle {\mathcal {L}}(A;B)}.
Линейное отображение {\displaystyle f:A\rightarrow B} алгебры {\displaystyle A} в алгебру {\displaystyle B} называется гомоморфизмом, если {\displaystyle f(ab)=f(a)f(b)} для любых {\displaystyle a,b\in A}, а также выполнено условие: если алгебры {\displaystyle A} и {\displaystyle B} имеют единицу, то:
{\displaystyle f(e_{A})=e_{B}}.
Множество гомоморфизмов алгебры {\displaystyle A} в алгебру {\displaystyle B} обозначается символом
{\displaystyle H(A;B)}.
Очевидно, что {\displaystyle H(A;B)\subseteq {\mathcal {L}}(A;B)}.

## Примеры
Общие:
- алгебры квадратных матриц
- алгебры многочленов
- алгебра формальных степенных рядов

Алгебры над полем вещественных чисел:
- комплексные числа
- двойные числа
- дуальные числа
- кватернионы